# 梁浩邦
梁浩邦（Leung Ho Pong，1986年2月4日—），香港舞台劇導演。

## 簡介
梁浩邦曾獲春天舞台獎學金、中國內地交流與香港匯豐銀行獎學金。
2008年畢業於香港演藝學院戲劇學院藝術系學士學位，主修表演。隨後，分別於2013年、2015年及2016年獲提名香港小劇場優秀男演員、舞台劇獎最佳男配角和舞台劇最佳男主角。
2024年獲舞台劇最佳男配角，以及獲提名IATC劇評人年度演員獎。

## 演出作品

### 舞台劇
| 劇本名稱 | 飾演角色 |
| -------- | -------- |

- 主要演出作品包括：風車草劇團《Rent A Human 有人出租》《ANA》，英皇娛樂《最後禮物》飾陳小姐，浪人劇場《緬甸歲月》飾John Flory，再構造劇團《未來簡史》飾異鄉客及《後人類狀況》飾Another，團劇團《天使撻落新都城》飾國王，英皇娛樂《杜老誌》飾馬浩榮，香港話劇團《轟隆》飾吊扇男，前進戲劇工作坊《驚爆》飾士兵，風車草劇團《屈獄情》飾Rudy，中英劇團 《吸血驚情》飾雲飛，焦媛實驗劇團《金鎖記》飾童世舫，浪人劇場《鯉魚門的霧》（香港及北京）飾石九哥、PIP《失戀單位》，於藝君子劇團參與多個演出。此外亦曾參與多個國外巡迴演出，其中包括鄧樹榮工作室《馬克白》東歐六國巡迴、藝君子。2017至2018年度分別愛丁堡戲劇節及屋根裏演出[2]。

## 外部連結
- 梁浩邦的Facebook專頁
- 梁浩邦的Instagram帳戶